# Socijalna pravda
Socijalna pravda odnosi se na koncepciju civilnog društva u kojem se pravda postiže u svakom dijelu društvene zajednice, odnosno na ideji da svi ljudi zaslužuju jednake uvjete za život, ona se širi izvan jednakosti pred zakonom, te uključuje sve sfere društvenog života.
Izraz "socijalna pravda", često koriste ljevičarske političke stranke. Preraspodjelom prihoda, ili čak preraspodjelom imovine nastoje postići jednakost ili ravnopravnost.

## Kritike
Međutim, sam pojam socijalne pravde nije jasan i podložan je kritikama. Kritičari pojma navode da je pojam bespotreban, jer ako je socijalna pravda jednaka pravdi, nepotreban je zaseban pojam. Nadalje, kako ne postoji središnje tijelo koje bi dijelilo pravdu, mnogi smatraju da ovaj pojam ne izražava postojeće stanje niti stanje koje bi moglo nastati. Za provođenje pravde nužno mora postojati središnje tijelo koje bi ju dijelilo, međutim, u realnosti to čine mnogobrojni pojedinci svojim svakodnevnim odlukama. U marksističkim ideologijama, socijalnu pravdu treba provoditi država kao središnje tijelo. Tako se kroz povijest to događalo u Sovjetskom Savezu, SFR Jugoslaviji i drugim socijalističkim državama, a danas primjerice u Sjevernoj Koreji i Venezueli.[nedostaje izvor]